# Pefkákia (métro d'Athènes)
Pefkákia (grec moderne : Πευκάκια) est une station de la ligne 1 (ligne verte) du métro d'Athènes. Elle est située dans le quartier de Pefkákia, dans la municipalité de Néa Ionía, au nord d'Athènes, en Grèce.
Mise en service en 1956, elle est remise à niveau pour les Jeux olympiques d'été de 2004 à Athènes.

## Situation sur le réseau

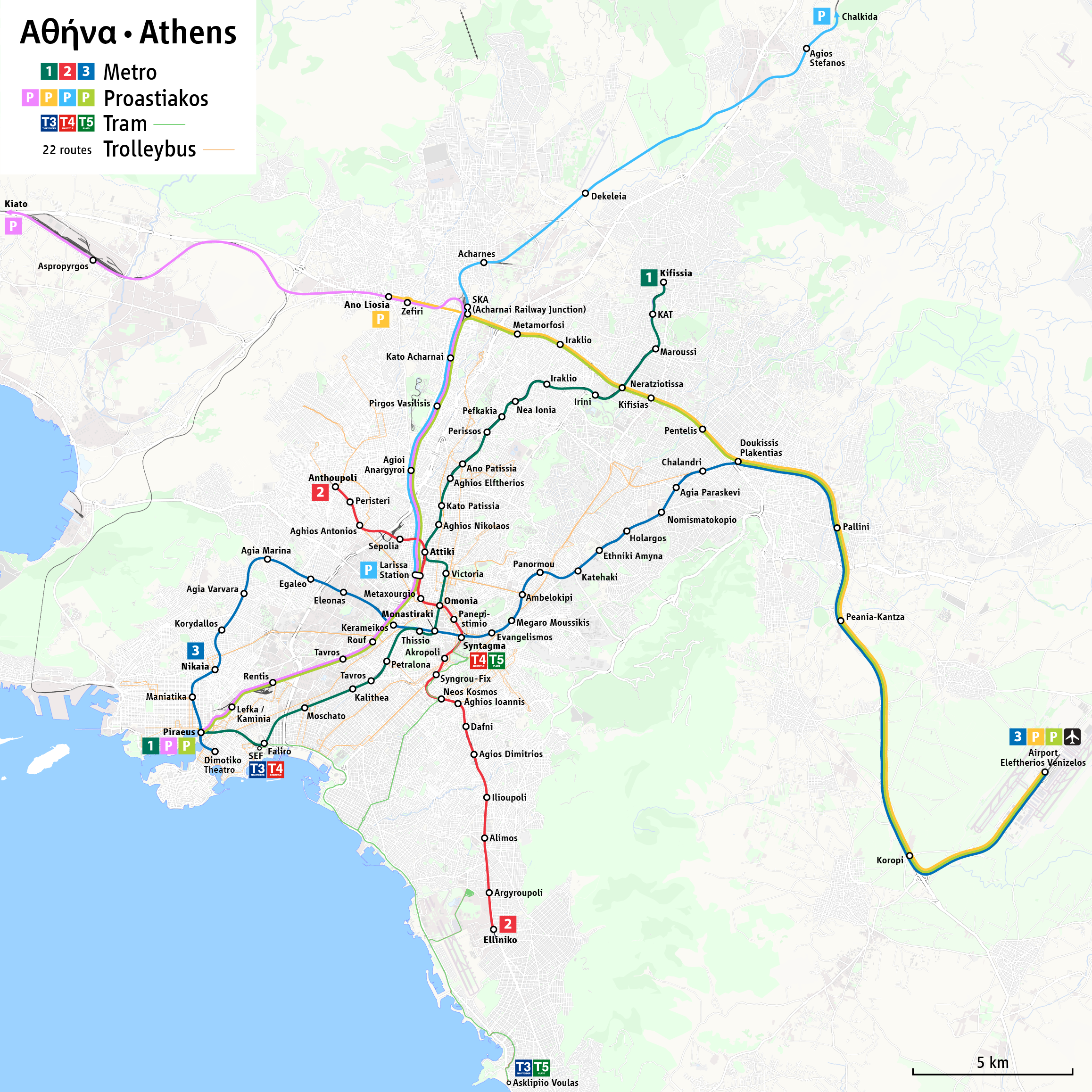
Plan des réseaux (2020)

Établie en surface, la station Pefkákia est située au point kilométrique 17+230 de la ligne 1 du métro d'Athènes, entre la station Perissós, en direction de la station terminus ouest Le Pirée, et la station Néa Ionía, en direction de la station terminus nord Kifissiá,.

## Histoire
La station, Pefkákia, est mise en service le 5 juillet 1956, sur la section d'Áno Patíssia à Néa Ionía mise en service depuis le 14 mars. Elle dispose de deux quais encadrant les deux voies de la ligne.
Comme l'ensemble de la ligne, la station est remise à niveau pour les Jeux olympiques d'Athènes en 2004.

## Services aux voyageurs

### Accès et accueil
La station est accessible depuis les deux voies routières qui l'encadrent. Un passage sous voie permet de passer d'un quai à l'autre. Ils sont équipés d'escaliers mais également d'ascenseurs et de rampes pour l'accessibilité.

### Intermodalité
Des arrêts de bus, situés à proximité, sont desservis par des bus des lignes : 421, 500 et A8.